# San Antonio La Cruz
San Antonio La Cruz (o San Antonio de la Cruz) è un comune del dipartimento di Chalatenango, in El Salvador.
| Controllo di autorità | VIAF (EN) 309818741 · LCCN (EN) n2014035287 |